# ボイ
ボイ（Voi, ヴォイ）は、ケニア南部、沿岸州タイタ・タベタ郡に属する都市の1つである。2019年の時点での人口は、5万3353人であった。タル沙漠の西端、ツァボ東国立公園の南西に位置し、南方にサガラ丘陵が存在する。

## 経済
ボイは、肥沃なタイタ丘陵などの周辺地域から、農作物や肉類が集まる市場である。町の中心は、スーパー・市場・売店・ホテル・レストラン等で構成されている。国立公園を観光する旅行者用ロッジの大半は、町の外側に位置している。ボイ・サイザル地区（Voi Sisal Estates）は、ボイの町から西方向に当たる。同じく西方向に位置するムワタテ（Mwatate）・サイザル地区も、一大居住地域である。

### 農産物小売業

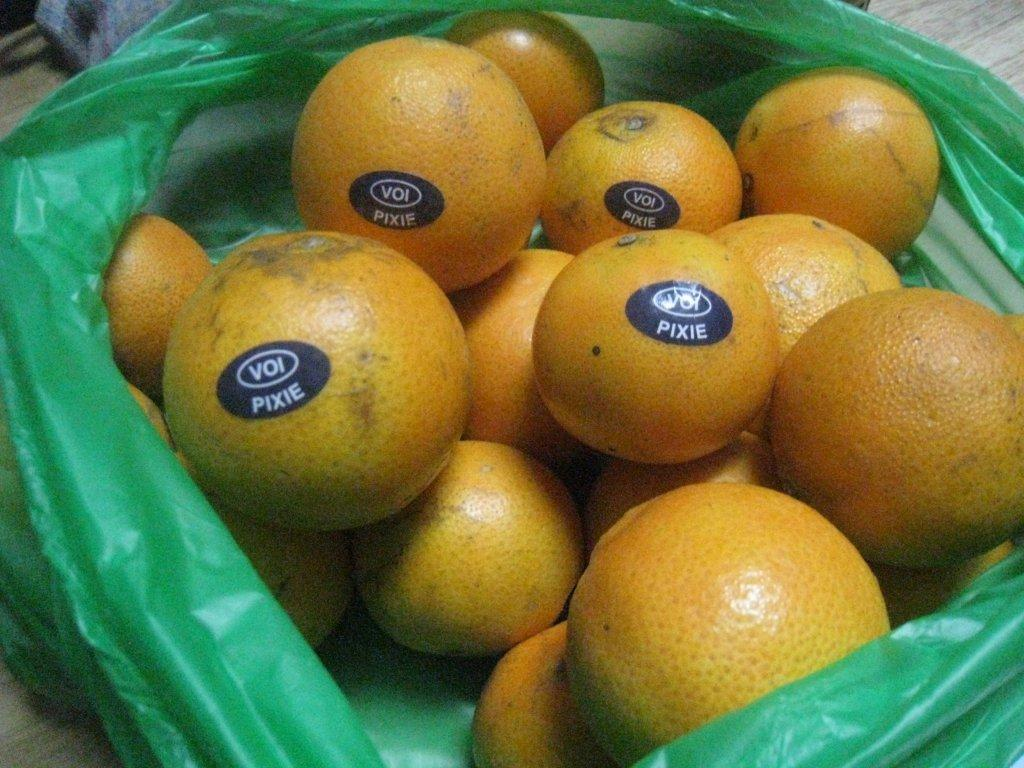
ボイのみかん

ナクマット（Nakumatt）・ウチュミ（Uchumi）といった大手スーパーマーケットには、ウンシュウミカンやメロンなども搬入され、産地に「Voi（ボイ）」の表記が為されて、高所得者向けに店頭に並んでいる。
しかし、地元の住民にとっては、これらはあまり馴染みがない。地元住民の多く「メロン（melon）」という言葉に至っては、それこそ「スイカ（watermelon）」の意味で使っている有様で、そもそもメロンが何たるかを知らない場合も見られる。
むしろ、マンゴー・マンダリンオレンジ・バナナ・パッションフルーツ・パパイヤといった、ケニア各地で見られる果物の方が親しまれている。また厳密には果物ではないものの、やはりケニア各地で見られる正真正銘のスイカも、親しまれている。

### 観光業
ボイの町中からツァボ東国立公園の入り口までは、自動車で10分ほどで行ける。巨大な湧水の「Mzima Springs」が見られるツァボ西国立公園や、夜間のサファリも申し込めるタイタ・ヒルズ自然保護区へも、自動車で2時間足らずで行ける。

#### 高級ロッジ

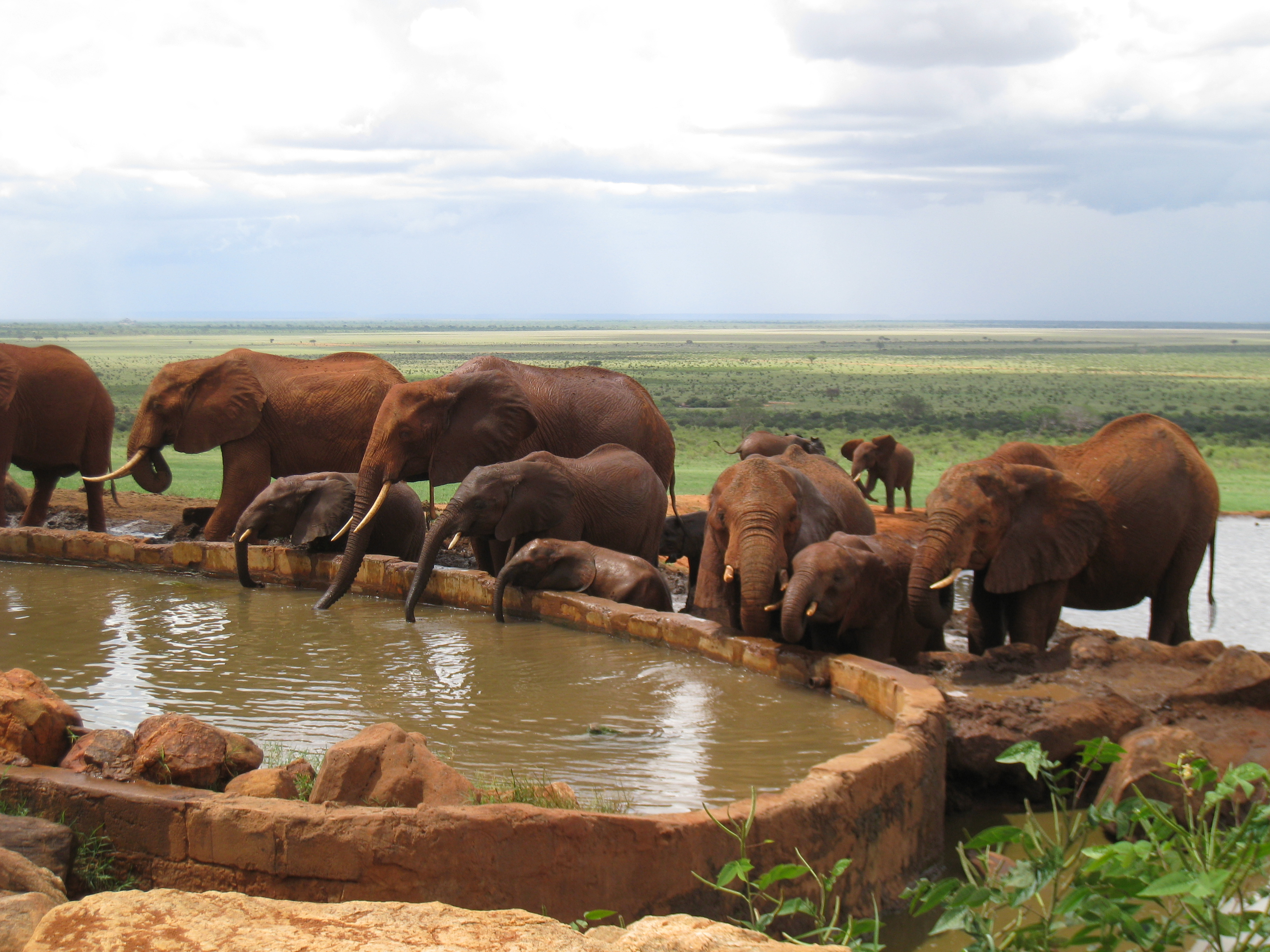
ボイ・サファリ・ロッジから赤ゾウを眺める。

- ボイ・サファリ・ロッジ（Voi Safari Lodge）- ツァボ東国立公園内にあり、運が良ければ赤ゾウが多数見られる。
- ボイ・ワイルドライフ・ロッジ（Voi Wildlife Lodge）- 国立公園の外だが、水場に集まる野生動物を眺められる。
- ライオン・ヒル（Lion Hill Lodge）- 国立公園近くの、眺めの良い丘の上に立地する。
- レオパード・ロッジ（Leopard Lodge）- ボイの町と国立公園の中間辺りに位置し、すぐ近くにはマサイ族の村が存在する。
- インパラ・ロッジ（Impala Safari Lodge）- ボイの町から近い。

※他にも、ツァボ東国立公園内には多数の高級ロッジが建っている。

#### 宿
- サイレント・ゲスト・リゾート（Silent Guest Resort）- 町から徒歩圏内で、レストランには、イタリアンやバイキングがある。
- ファイン・ブリーズ（Fine Breeze Hotel）- 町から徒歩圏内であり、バーも併設されている。
- チャップリン・ハイツ（Chaplin Heights）- ボイの郊外、幹線道路沿いに立地する。バーも併設されている。
- ディスター（New Distarr Hotel）- 町の中心に立地し、レストランも併設されている。

#### ナイト・クラブ
クラブ・エクスタシー（Club Xtacy） 有名アーティストのショーなどイベントが開催される場合が有る。
※2012年9月現在、ボイはケニアの中では比較的安全な地域と言えるが、用心を欠いた行動には危険も伴う。

## 学校

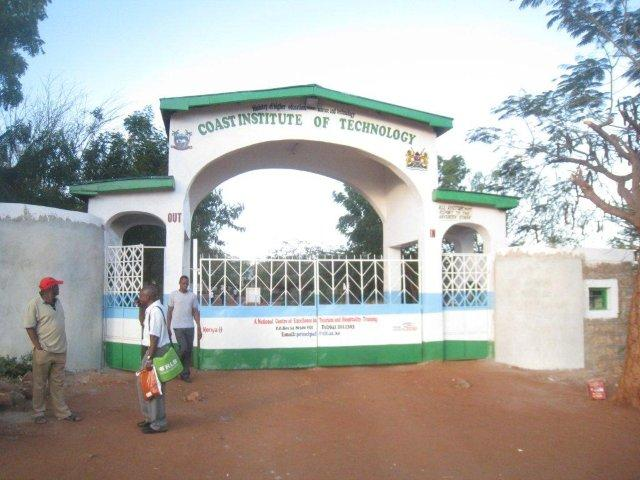
コースト技術専門学校

コースト技術専門学校（Coast Institute of Technology）のボイ郊外の主キャンパスでは、観光ガイドやコックの卵たちが学ぶ観光学科・ホスピタリティ学科の他、ICT・建築・ビジネス・工学・応用化学の各学科で高等教育が実施されている。町の中心部のタウン・キャンパスも有する。ロボット・コンテスト全国大会には、2010年から3大会続けて出場している。2012年にISO9001取得した。日本から派遣された青年海外協力隊が、これまでに合計4年間ここで教鞭を取った。実習訓練を兼ねた目的で、一般向けの宿泊施設をオープンする予定。

## 交通手段

### 鉄道
ボイ駅は、ナイロビ・モンバサ間を結ぶ鉄道本線における、主要な駅の1つである。本線の旅客列車は、食事・ベッド付き（1等・2等のみ）の旅を楽しめるが、ナイロビ・モンバサ間を夜間に移動しているため、ボイへの到着時刻は早朝または深夜となってしまう。駅は、町の中心から少し離れており、『世界の車窓から　世界一周鉄道の旅6　アフリカ大陸』の中でわずかに紹介された。
なお、ボイ駅は、タベタ（Taveta）、タンザニアのアルーシャへの支線の分岐駅でもあるものの、2012年9月現在、これらの支線は運行していない。

### バス
コースト（Coast）、マッシュ（Mash）、チャニア・スペシャル（Channia Special）、チャニア・シャトル（Chania Shuttle）といった多くの会社の昼行・夜行バスが、モンバサ、ナイロビ、その他の都市へ向けて出ている。これらのバス会社の事務所は町の中心部にあり、そこで、チケットの販売や予約を取り扱っている。なお、モダン・コースト（Modern Coast）の事務所は町から離れた幹線道路沿いに立地する。
ボイからナイロビまでは約6時間、モンバサまでは約3時間かかる。運賃も乗り心地も様々だが、コースト・バスが運行しているコースト・エアー（Coast Air）は、エアコンを備え、座席スペースも広い高級バスとして知られている。

### マタツ
小型バスのマタトゥが、町の中心から、モンバサ、ウンダニ（Wundanyi）、タベタなど、他の都市や地域へ向かっている。

### タクシー

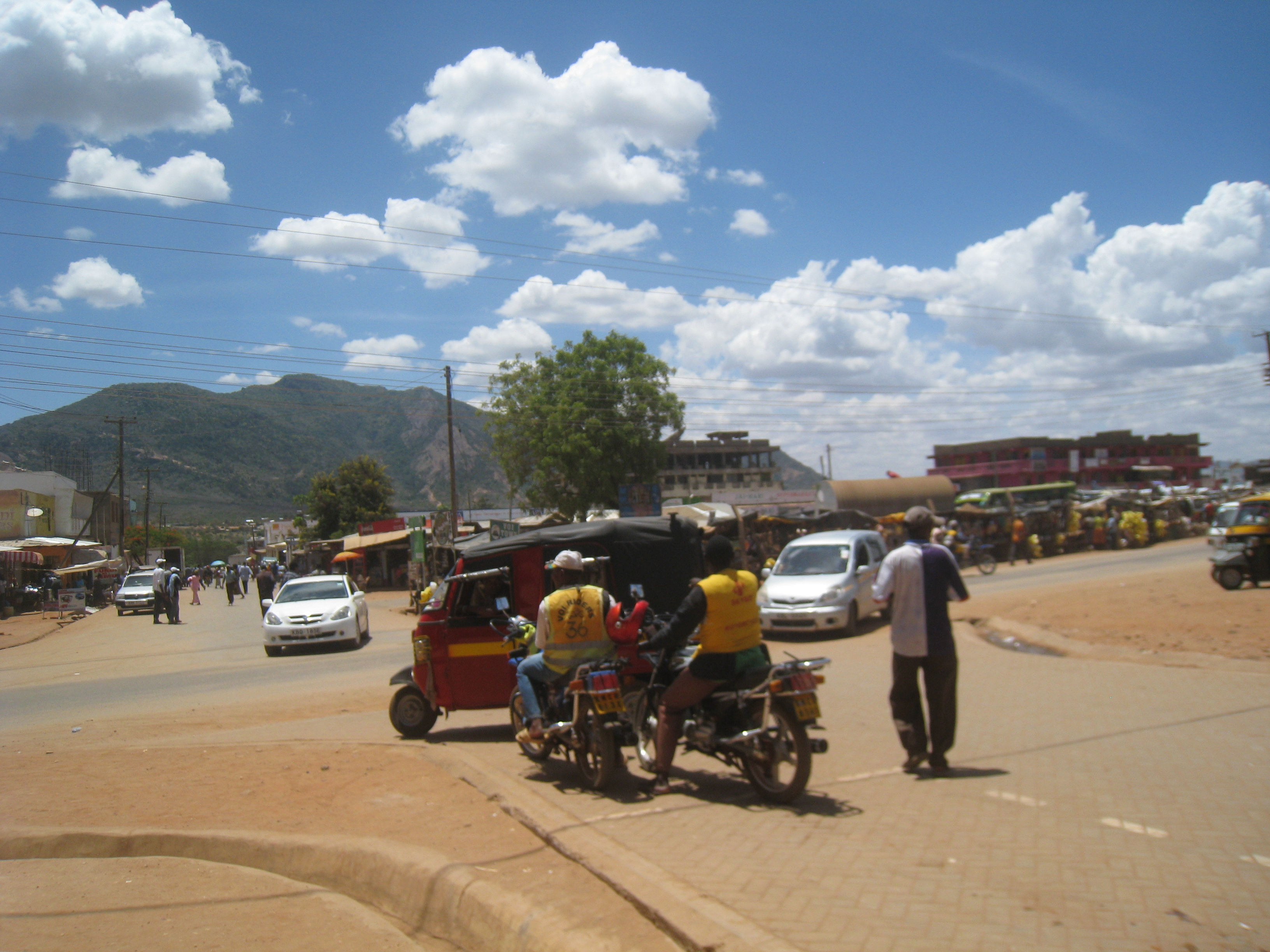
ボイの町中心部に集まるタクシー、トゥクトゥク、バイクタクシー。後方にサガラ山を望む。

タクシーは、町の中心に待機している。既定のルート上を4人の乗り合いで利用する場合は、2012年9月現在で、1人当たり30ケニア・シリングである。それ以外の場合は、交渉によって値段を決める。

#### トゥクトゥク
トゥクトゥクとは、3輪のタクシーの事である。既定のルートを3人の乗り合いで利用する場合、2012年9月現在で、1人当たり20ケニア・シリングである。それ以外は、交渉によって値段を決める。ただ、使用する車両により、非力で振動が強い場合も見られる。

#### バイクタクシー
バイクタクシーは、近距離なら50ケニア・シリングで利用できる。他の乗り物と比べて危険性は高いものの、24時間ほぼ利用できる利点が有る。

## 気候
| ボイの気候             | ボイの気候   | ボイの気候   | ボイの気候   | ボイの気候 | ボイの気候   | ボイの気候  | ボイの気候  | ボイの気候  | ボイの気候  | ボイの気候  | ボイの気候   | ボイの気候   | ボイの気候     |
| 月                     | 1月          | 2月          | 3月          | 4月        | 5月          | 6月         | 7月         | 8月         | 9月         | 10月        | 11月         | 12月         | 年             |
| ---------------------- | ------------ | ------------ | ------------ | ---------- | ------------ | ----------- | ----------- | ----------- | ----------- | ----------- | ------------ | ------------ | -------------- |
| 平均最高気温 °C （°F） | 31 (88)      | 33 (91)      | 34 (93)      | 32 (90)    | 30 (86)      | 29 (84)     | 28 (82)     | 28 (82)     | 30 (86)     | 31 (88)     | 32 (90)      | 30 (86)      | 30.7 (87.2)    |
| 平均最低気温 °C （°F） | 21 (70)      | 21 (70)      | 21 (70)      | 21 (70)    | 20 (68)      | 19 (66)     | 18 (64)     | 18 (64)     | 18 (64)     | 19 (66)     | 21 (70)      | 21 (70)      | 19.8 (67.7)    |
| 降水量 mm （inch）     | 44.5 (1.752) | 16.1 (0.634) | 55.6 (2.189) | 70 (2.76)  | 17.2 (0.677) | 6.5 (0.256) | 1.5 (0.059) | 9.2 (0.362) | 9.8 (0.386) | 1.9 (0.075) | 88.7 (3.492) | 95.1 (3.744) | 416.1 (16.386) |
| 出典：msn weather      |              |              |              |            |              |             |             |             |             |             |              |              |                |

## 歴史
郷土史によれば、ボイの町名は、約400年前にボイ川のほとりに住み着いた奴隷商人のチーフ・キボイ（Chief Kivoi）に由来する。その後、村は地元のタイタ族とケニアの他の部族やアラブ人との交易の中心地として成長した。
ボイの町は、19世紀の終盤にウガンダ鉄道が建設された際に、発展し始めた。人々が、鉄道や近くのサイザル地区で働くために、次々と引っ越してきた。しかし、約16.27 km2の行政区の町としては1932年まで認可されていなかった。それ以来、町は当初の規模から拡大を続けてきた。